# فيرنر مولر (ملحن)
فيرنر مولر (بالألمانية: Werner Müller)‏ هو موزع وملحن ألماني، ولد في 2 أغسطس 1920 في برلين في ألمانيا، وتوفي في 28 ديسمبر 1998 في كولونيا في ألمانيا.

## وصلات خارجية
- فيرنر مولر على موقع IMDb (الإنجليزية)
- فيرنر مولر على موقع ميوزك برينز (الإنجليزية)
- فيرنر مولر على موقع قاعدة بيانات الأفلام السويدية (السويدية)
- فيرنر مولر على موقع قاعدة بيانات الأفلام السويدية (السويدية)
- فيرنر مولر على موقع أول ميوزيك (الإنجليزية)
- فيرنر مولر على موقع ديسكوغز (الإنجليزية)
- فيرنر مولر على موقع قاعدة بيانات الفيلم (الإنجليزية)
- فيرنر مولر على موقع كينوبويسك (الروسية)